# Ribbeldij
Een ribbeldij, ook wel deukdij (Lipoatrophia Semicircularis) is een huidaandoening aan de voorzijde van de dijen, die zich uit door een lokale afname van het onderhuidse bindweefsel. De huid en het spierweefsel blijven wel intact.
Afgezien van een optisch aanwezige deuk of ribbel is de aandoening ongevaarlijk. De ribbels zijn zo'n 2 tot 4 centimeter diep en bevinden zich ongeveer 72 centimeter boven de grond - de standaardhoogte van kantoormeubilair.
De exacte oorzaak van de aandoening is nog niet bekend. Wel lijkt onderzoek erop te wijzen dat de aandoening ontstaat onder zeer specifieke omstandigheden. Een combinatie van elektrostatische bureaus lijkt de belangrijkste veroorzaker te zijn. Onder invloed van in het bureau aanwezige elektromagnetische velden zou in enkele maanden het onderhuidse bindweefsel worden afgebroken. Ook plaatselijke druk wordt aangewezen als veroorzaker. De dijen bevinden zich vlak bij de bureaurand die er gemakkelijk tegenaan kan drukken, en dit zou volgens enkele onderzoeken het probleem veroorzaken.